# NGC 5257
NGC 5257 је спирална галаксија у сазвежђу Девица која се налази на NGC листи објеката дубоког неба.
Деклинација објекта је + 0° 50' 25" а ректасцензија 13h 39m 52,8s. Привидна величина (магнитуда) објекта NGC 5257 износи 12,1 а фотографска магнитуда 12,9. NGC 5257 је још познат и под ознакама UGC 8641, MCG 0-35-15, CGCG 17-55, IRAS 13373+0105, UM 598, VV 55, ARP 240, KCPG 389A, PGC 48330.